# Autostrady w Rumunii
     istniejące
     w budowie
     etap przetargu
     wydana decyzja środowiskowa
     planowane

Planowana sieć autostrad w Rumunii. Fragmenty z białą linią to zbudowane autostrady, linie przerywane w trakcie budowy, linie ciemnozielone planowane autostrady, jasnozielone planowane drogi szybkiego ruchu.

Stan autostrad i dróg ekspresowych w Rumunii
istniejące
w budowie
etap przetargu
wydana decyzja środowiskowa
planowane

Autostrady w Rumunii (rum. Autostrăzi) – główne szlaki komunikacji drogowej Rumunii, o parametrach zbliżonych do polskich autostrad. Docelowo długość sieci rumuńskich autostrad ma wynieść co najmniej 3063 km. Obecnie istnieje ich 1184 km. Otwartych jest także 139 km dróg ekspresowych, a w budowie jest kolejnych 45 km.
Korzystanie z autostrad jest płatne. Myto pobiera się poprzez sprzedaż winiet (rum. rovinieta).

## Historia
Pierwsza autostrada w Rumunii została wybudowana w latach 60. XX w. pomiędzy Bukaresztem a Pitești. W roku 2000 ukończono modernizację tego odcinka i rozpoczęto rozbudowę A1.

## Lista autostrad
| Autostrady w Rumunii                | |         |          |        |           |
| Autostrada                          | Przebieg                                                                                                | Długość | Istnieje | %      | W budowie |
|                                     | obwodnica autostradowa Bukaresztu                                                                       | 101 km  | 66 km    | 65%    | 35 km     |
|                                     | Bukareszt – Pitești – Sybin – Deva – Timișoara – Arad – Nădlac Węgry                                    | 581 km  | 486 km   | 84%    | 95 km     |
|                                     | Bukareszt – Fetești – Cernavodă – Konstanca                                                             | 203 km  | 203 km   | 100%   |           |
|                                     | Bukareszt – Ploeszti – Braszów – Sighișoara – Târgu Mureș – Kluż-Napoka – Zalău – Oradea – Borș Węgry   | 603 km  | 203 km   | 34%    | 138 km    |
|                                     | Ovidiu – Agigea – Mangalia – Vama Veche Bułgaria                                                        | 22 km   | 22 km    | 100%   |           |
|                                     | koło Lugoj – Drobeta-Turnu Severin – Calafat                                                            | ~260 km | 11 km    | 3%     |           |
|                                     | koło Ploeszti – Buzău – Fokszany – Bacău – Roman – koło Pașcani – Suceava – Siret Ukraina               | 453 km  | 120 km   | 30%    | 215 km    |
|                                     | koło Târgu Mureș – Miercurea Nirajului – Leghin – Târgu Neamț – koło Pașcani – Jassy – Ungheni Mołdawia | 304 km  | 0 km     | 0%     | 135 km    |
|                                     | koło Sebeș – koło Turda                                                                                 | 70 km   | 70 km    | 100%   |           |
|                                     | koło Arad – Skrzyżowanie z drogą DN7                                                                    | ~116 km | 3 km     | 3%     |           |
|                                     | koło Sybin – Fogarasz – Braszów – Sfântu Gheorghe – koło Bacău                                          | 350 km  | 0 km     | 0%     | 68 km     |
| Łączna długość sieci autostradowej: | Łączna długość sieci autostradowej:                                                                     | 3063 km | 1184 km  | 38,65% | 686 km    |

## Lista dróg ekspresowych
| Drogi ekspresowe w Rumunii              |                                         |         |          |        |           |
| Droga ekspresowa                        | Przebieg                                | Długość | Istnieje | %      | W budowie |
|                                         | Tureni – Kluż-Napoka – Dej              | ~70 km  | 5 km     | 7%     |           |
|                                         | Braiła – Gałacz                         | 11 km   | 0 km     | 0%     | 11 km     |
|                                         | koło Arad – koło Oradea                 | 120 km  | 0 km     | 0%     | 34 km     |
|                                         | koło Pitești – Slatina – Krajowa        | 121 km  | 121 km   | 100%   |           |
|                                         | Borș – Oradea                           | 13 km   | 13 km    | 0%     |           |
| Łączna długość sieci dróg ekspresowych: | Łączna długość sieci dróg ekspresowych: | 335 km  | 139 km   | 41,49% | 45 km     |

## Autostrady planowane
- Autostrada A9
- Autostrada A14